# S Guanabara (S-10)
El S Guanabara (S-10) fue un submarino de la clase Balao que sirvió en la Marina de Brasil. Inicialmente, lo hizo en la Armada de los Estados Unidos como USS Dogfish (SS-350).

## Construcción y características
El buque fue construido entre 1944 y 1946 por la Electric Boat Co. en Groton, Connecticut. El Dogfish tenía 93,7 metros de eslora, 8,3 metros de manga y 5,5 metros de calado; y era propulsado por tres motores diésel de 4800 hp de potencia y dos eléctricos de 5400 hp.

## Servicio

### Estados Unidos
El USS Dogfish partió de New London hacia el Caribe, pasando por las Bermudas. Fue modernizado en el Astillero Naval de Filadelfia entre agosto de 1947 y abril de 1948. Luego, participó de experimentos especiales así como entrenamientos en New London.
Viajó a Escocia, Inglaterra y Francia entre el 4 de febrero y el 3 de abril de 1949. Después, se unió a un ejercicio en cabo Hatteras en febrero y marzo de 1952. Después, operó en la Costa Este y el Caribe durante los próximos tres años.
El 1 de marzo de 1955, zarpó en su primer viaje con la Sexta Flota en el mar Mediterráneo. Del 4 al 14 de junio de 1956, participó de la Operación New Broom de la OTAN. El 8 de noviembre, ayudó al incendiado bote Agda en New London.
El Dogfish estuvo en la bahía Faslane, Escocia, entre el 31 de enero y el 12 de abril de 1958. Después, operó en el Mediterráneo entre el 23 de mayo y el 8 de agosto de 1959, participando en dos ejercicios antisubmarinos de la OTAN.
Tras unas modificaciones, regresó a New London en 1960.

### Brasil
En 1972, Estados Unidos transfirió, mediante venta, el submarino Dogfish a Brasil bajo el Programa de Asistencia Militar. La Marina de Brasil bautizó a la nave como «Guanabara». Fue retirado del servicio en 1983.